# Istvándi
Istvándi is een plaats (község) en gemeente in het Hongaarse comitaat Somogy. Istvándi telt 641 inwoners (2001).